# Montgomery (Georgia)
Montgomery ist  ein census-designated place (CDP) im Chatham County im US-Bundesstaat Georgia mit 4523 Einwohnern (Stand: 2010). 

## Geographie
Montgomery grenzt im Norden und Westen direkt an die Stadt Savannah sowie an die Stadt Vernonburg, die sich direkt auf der anderen Seite des angrenzenden Vernon River befindet.

## Demographische Daten
Laut der Volkszählung von 2010 verteilten sich die damaligen 4523 Einwohner auf 1766 bewohnte Haushalte, was einen Schnitt von 2,56 Personen pro Haushalt ergibt. Insgesamt bestehen 1878 Haushalte. 
70,2 % der Haushalte waren Familienhaushalte (bestehend aus verheirateten Paaren mit oder ohne Nachkommen bzw. einem Elternteil mit Nachkomme) mit einer durchschnittlichen Größe von 2,98 Personen. In 31,5 % aller Haushalte lebten Kinder unter 18 Jahren sowie in 24,2 % aller Haushalte Personen mit mindestens 65 Jahren.
24,2 % der Bevölkerung waren jünger als 20 Jahre, 26,3 % waren 20 bis 39 Jahre alt, 30,5 % waren 40 bis 59 Jahre alt und 19,8 % waren mindestens 60 Jahre alt. Das mittlere Alter betrug 40 Jahre. 51,1 % der Bevölkerung waren männlich und 48,9 % weiblich.
79,3 % der Bevölkerung bezeichneten sich als Weiße, 8,8 % als Afroamerikaner, 0,4 % als Indianer und 1,4 % als Asian Americans. 7,7 % gaben die Angehörigkeit zu einer anderen Ethnie und 2,3 % zu mehreren Ethnien an. 11,6 % der Bevölkerung bestand aus Hispanics oder Latinos.
Das durchschnittliche Jahreseinkommen pro Haushalt lag bei 55.652 USD, dabei lebten 12,3 % der Bevölkerung unter der Armutsgrenze.